# Macrodiplosis flexa
Macrodiplosis flexa är en tvåvingeart som beskrevs av Nikolai Vasilevich Kovalev 1972. Macrodiplosis flexa ingår i släktet Macrodiplosis och familjen gallmyggor. Inga underarter finns listade i Catalogue of Life.